# Geo (마이크로포맷)
Geo는 HTML(또는 XHTML)에서 지리적 좌표(위도 및 경도)를 표시하는 데 사용되는 마이크로포맷이다. 좌표는 각도 단위와 측지 데이텀 WGS84로 예상된다. "초안"(draft) 사양이긴 하지만 이 형식은 사실상 표준이고 안정적이며 널리 사용된다. 적어도 공개된 hCalendar 및 hCard 마이크로포맷 사양의 하위 집합으로서 이 둘은 초안이 아니다.
Geo를 사용하면 구문 분석 도구(예: 다른 웹사이트 또는 모질라 파이어폭스의 오퍼레이터 확장)를 사용하여 위치를 추출하고 다른 웹사이트 또는 웹 매핑 도구를 사용하여 표시하거나 GPS 장치에 로드하거나 색인화 또는 집계하거나 변환하거나 대체 형식으로 변환한다.

## 사용처
- 플리커
- 구글
- 오픈스트리트맵
- 위키백과
  - 독일어 위키백과 - ditto
  - 네덜란드어 위키백과 - ditto
  - 스웨덴어 위키백과 - ditto
  - 이탈리아어 위키백과
- 위키여행

## h-geo
Geo의 대안으로 h-geo가 제안되었다. 이는 세 가지 HTML 클래스를 사용하여 적용된다. 예를 들어 다음과 같다.
```
<
div
 
class
=
"h-geo"
>
Belvide: 
<
span
 
class
=
"p-latitude"
>
52.686
</
span
>
; 
<
span
 
class
=
"p-longitude"
>
-2.193
</
span
>
; 
<
span
 
class
=
"p-altitude"
>
120
</
span
></
div
>

```

## 같이 보기
- ISO 6709